# The Singles: 1969–1973
The Singles: 1969–1973 es un álbum de grandes éxitos del dúo estadounidense Carpenters. Fue publicado en noviembre de 1973 a través de A&M Records. 

## Título
Richard Carpenter le dio al álbum este título porque no le gustaba el término “greatest hits” porque sentía que era “algo usado en exceso”. En una entrevista con el editor de Billboard, Frank H. Lieberman, él declaró:

“Los individuos y grupos con dos o tres éxitos de repente los ponen en un álbum, usan relleno para el resto y lo titulan ‘greatest hits’. Este álbum contiene once éxitos verdaderos y simplemente no fue ensamblado. Hemos remezclado algunos, reeditado uno y unido un par de otros. Es simplemente algo que creo que le debemos a nuestra audiencia y a nosotros mismos”.

## Recepción de la crítica
Un escritor no especificado de la revista Cash Box escribió: “Un paquete brillante en un momento perfecto. Qué combinación tan espléndida para el dúo que ha hecho tanto para cambiar el rostro de la música pop como cualquier otro grupo en su historia. Cada canción de este álbum es oro genuino... Esta colección es realmente una de las mejores que hemos visto en bastante tiempo”. Un escritor no especificado de la revista Billboard escribió: “Este paquete de grandes éxitos de 13 canciones afirma el gran talento del acto. Los tonos claros, limpios y prístinos de Karen brillan ya sea que se escuchen en «We've Only Begun» o «Top of the World». Colocada de un extremo a otro, la música del grupo tiene una calidad convincente que resiste la prueba del tiempo. Son capaces de hacer de «Ticket to Ride» de Lennon–McCartney su propio vehículo especial, principalmente por la voz lenta e invocadora de Karen. Las orquestaciones y arreglos del hermano Richard, además de su propia y dulce armonización en este y otros cortes, añaden los rangos medio e inferior a los niveles superiores de Karen”.

## Rendimiento comercial
Pasó un total de 49 semanas consecutivas en la lista Top LPs & Tape. En el Reino Unido, el álbum alcanzó el puesto número 1 durante 17 semanas no consecutivas. En Canadá, el álbum estuvo en el top 100 durante 33 semanas.

## Lista de canciones
| Lado uno |                                    |                               |                      |          |  |
| N.º      | Título                             | Escritor(es)                  | Lanzamiento original | Duración |  |
| 1.       | «We've Only Just Begun»            | Paul Williams Roger Nichols   | Close to You, 1970   | 4:09     |  |
| 2.       | «Top of the World» (new recording) | Richard Carpenter John Bettis | A Song for You, 1972 | 2:56     |  |
| 3.       | «Ticket to Ride» (new recording)   | John Lennon Paul McCartney    | Offering, 1969       | 4:10     |  |
| 4.       | «Superstar»                        | Bonnie Bramlett Leon Russell  | Carpenters, 1971     | 3:49     |  |
| 5.       | «Rainy Days and Mondays»           | Williams Nichols              | Carpenters, 1971     | 3:40     |  |
| 6.       | «Goodbye to Love»                  | Carpenter Bettis              | A Song for You, 1972 | 3:50     |  |

| Lado dos |                                  |                                      |                      |          |  |
| N.º      | Título                           | Escritor(es)                         | Lanzamiento original | Duración |  |
| 1.       | «Yesterday Once More»            | Carpenter Bettis                     | Now & Then, 1973     | 3:50     |  |
| 2.       | «It's Going to Take Some Time»   | Carole King Toni Stern               | A Song for You, 1972 | 2:55     |  |
| 3.       | «Sing»                           | Joe Raposo                           | Now & Then, 1973     | 3:20     |  |
| 4.       | «For All We Know»                | Fred Karlin Jimmy Griffin Robb Royer | Carpenters, 1971     | 2:34     |  |
| 5.       | «Hurting Each Other»             | Gary Geld Peter Udell                | A Song for You, 1972 | 2:46     |  |
| 6.       | «(They Long to Be) Close to You» | Burt Bacharach Hal David             | Close to You, 1970   | 4:34     |  |

## Posicionamiento

### Gráfica semanal
| Gráfica (1973–74)                         | Pico de posición |
| ----------------------------------------- | ---------------- |
| Canadá (RPM Top Albums)                   | 1                |
| Estados Unidos (Billboard Top LPs & Tape) | 1                |
| Estados Unidos (Cash Box Top 100 Albums)  | 1                |
| Estados Unidos (Record World Album Chart) | 1                |
| Países Bajos (Album Top 100)              | 2                |
| Reino Unido (UK Albums Chart)             | 1                |

| Gráfica (1995)                          | Pico de posición |
| --------------------------------------- | ---------------- |
| Bélgica (Valonia) (Ultratop 200 Albums) | 17               |

| Gráfica (2000)          | Pico de posición |
| ----------------------- | ---------------- |
| Australia (ARIA Charts) | 19               |

### Gráfica de fin de año
| Gráfica (1974)                            | Pico de posición |
| ----------------------------------------- | ---------------- |
| Canadá (RPM Top Albums)                   | 21               |
| Estados Unidos (Billboard Top LPs & Tape) | 23               |
| Estados Unidos (Cash Box Top 100 Albums)  | 4                |

| Gráfica (1975)                | Pico de posición |
| ----------------------------- | ---------------- |
| Reino Unido (UK Albums Chart) | 10               |

## Certificaciones y ventas
| País                  | Certificación | Ventas    |
| --------------------- | ------------- | --------- |
| Canadá (Music Canada) | Platino       | 100 000   |
| Estados Unidos (RIAA) | 7× Platino    | 7 000 000 |
| Países Bajos (NVPI)   | Platino       | 100 000   |
| Reino Unido (BPI)     | Platino       | 300 000   |